# Geiswiller-Zœbersdorf
Geiswiller-Zœbersdorf és un municipi nou francès, situat al departament del Baix Rin i a la regió del Gran Est.
Forma part del cantó de Bouxwiller, del districte de Saverne i de la Comunitat de comunes del Pays de la Zorn.
Creat a l'1 de gener de 2018 amb la fusió del municipis de Geiswiller i Zœbersdorf.